# Офштајн
Офштајн (њем. Offstein) општина је у њемачкој савезној држави Рајна-Палатинат. Једно је од 69 општинских средишта округа Алцеј-Вормс. Према процјени из 2010. у општини је живјело 1.826 становника. Посједује регионалну шифру (AGS) 7331054.

## Географски и демографски подаци
Офштајн се налази у савезној држави Рајна-Палатинат у округу Алцеј-Вормс. Општина се налази на надморској висини од 118 метара. Површина општине износи 5,6 km². У самом мјесту је, према процјени из 2010. године, живјело 1.826 становника. Просјечна густина становништва износи 324 становника/km².